# چربی خارج شکم‌شامه
چربی خارج شکم‌شامه یا (چربی خارج صفاقی) (به انگلیسی: Extraperitoneal fat)؛ در بین سطح داخلی لایه عمومی نیام که فضای داخلی حفره‌های شکم، لگن و صفاق را می‌پوشاند، مقدار قابل توجهی بافت همبند وجود دارد که به آن چربی خارج شکم‌شامه یا بعضاً بافت همبند زیر صفاقی می‌گویند.